# Route nationale 10a
Die Route nationale 10A, kurz N 10A oder RN 10A, war eine französische Nationalstraße.
Die Straße wurde 1855 als Anbindung von Biarritz an das Nationalstraßennetz von Anglet aus festgelegt. Ihre Länge betrug 3,5 Kilometer. 1858 wurde sie zurück zur Nationalstraße 10 nach La Négresse verlängert. Damit war sie 6,5 Kilometer lang. 1973 wurde sie komplett abgestuft.